# Saint-Remy (Vosges)
Saint-Remy is een gemeente in het Franse departement Vosges (regio Grand Est) en telt 428 inwoners (1999). De plaats maakt deel uit van het arrondissement Saint-Dié-des-Vosges.

## Geografie
De oppervlakte van Saint-Remy bedraagt 12,3 km², de bevolkingsdichtheid is 34,8 inwoners per km².
De onderstaande kaart toont de ligging van Saint-Remy (Vosges) met de belangrijkste infrastructuur en aangrenzende gemeenten.

## Demografie
Onderstaande figuur toont het verloop van het inwonertal (bron: INSEE-tellingen).
Allarmont · Celles-sur-Plaine · Étival-Clairefontaine · Luvigny · Nompatelize · Raon-l'Étape · Raon-sur-Plaine · Saint-Remy · Vexaincourt
1. ↑  Populations de référence 2022.